# José Forns
José Forns y Quadras (Madrid, 12 de enero de 1898 - Ginebra, 7 de septiembre de 1952) fue un compositor español. 
Cursó el bachillerato junto con la carrera de piano, con el maestro Fuster . Licenciado en Derecho(1914) y doctor (1915) por la Universidad de Madrid. Estudió armonía y composición en el Real Conservatorio Superior de Música de Madrid, durante 1918 y 1919, con los maestros Fontanilla y Serrano, logrando el premio en esta asignatura. En 1921 ganó la cátedra de Estética e Historia de la Música del Conservatorio de Madrid. Fue crítico musical del Heraldo de Madrid, colaboró en las principales revistas profesionales de España y América, además de revistas de divulgación musical como la revista Ritmo .
Falleció en Ginebra, donde había formado parte de la Delegación Española en el Congreso de la Unesco para adoptar un convenio universal sobre derechos de autor, en la que tuvo un papel relevante en sus sesiones. Era asesor jurídico de la Sociedad de Autores de España, y como secretario general de aquélla había formado parte de la Delegación Española en la VI Conferencia Plenaria de la Unesco, en 1951, y en el XVII Congreso Internacional de Autores y Compositores, celebrado en Amsterdam en julio de 1952 .
Compuso las zarzuelas: La reina patosa; La veneciana; Nelly; El toque de oración y Flores de lujo, y las operetas El amor de Friné y La reina Topacio .